# Ноймаркт-им-Хаусруккрайс
Ноймаркт-им-Хаусруккрайс (нем. Neumarkt im Hausruckkreis) — ярмарочная коммуна (нем. Marktgemeinde) в Австрии, в федеральной земле Верхняя Австрия. 
Входит в состав округа Грискирхен. Население составляет 1485 человек (на 31 декабря 2005 года). Занимает площадь 2,11 км². Официальный код — 40818.

## Политическая ситуация
Бургомистр коммуны — Бернхард Гайер (АНП) по результатам выборов 2003 года.
Совет представителей коммуны (нем. Gemeinderat) состоит из 19 мест.
- АНП занимает 9 мест.
- СДПА занимает 8 мест.
- АПС занимает 2 места.